# Krajina de Koča

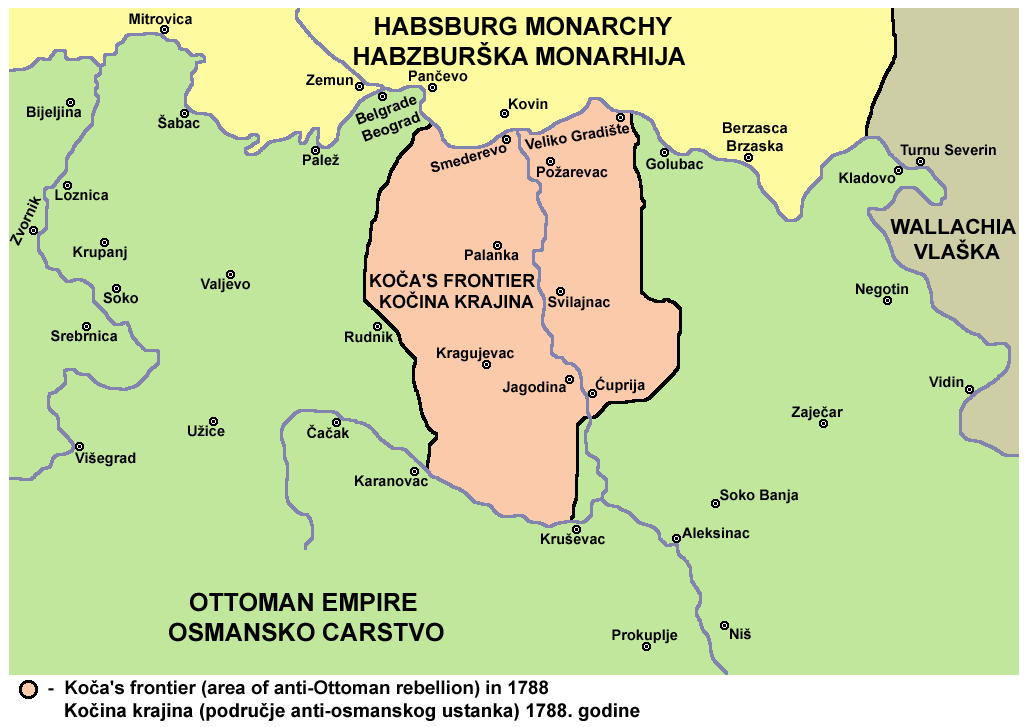

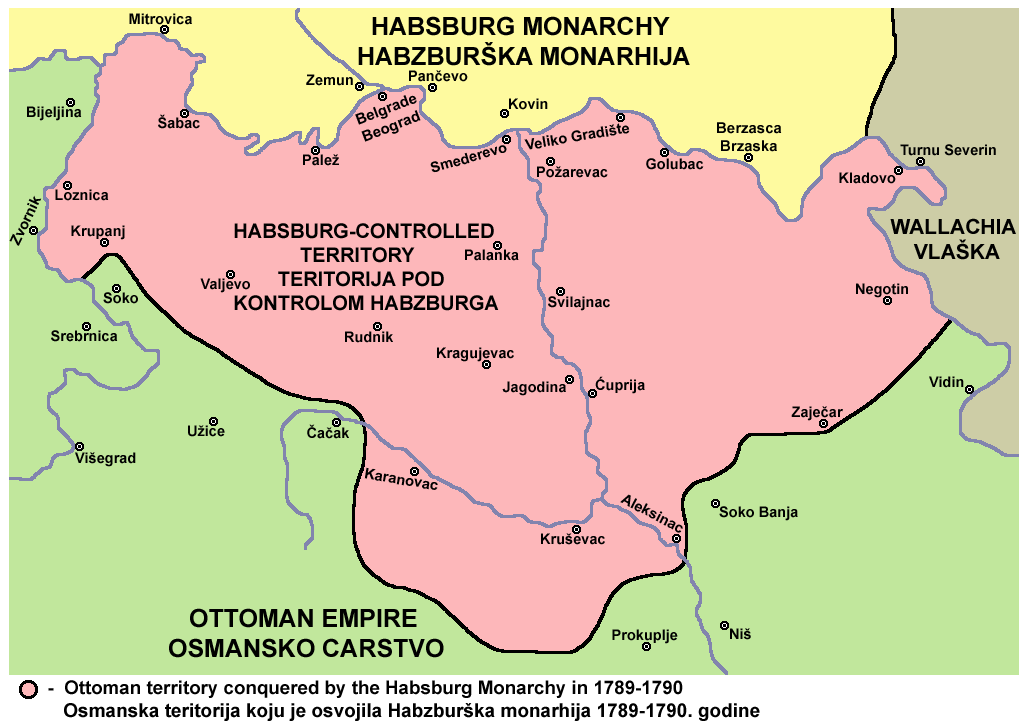

La révolte de la Krajina de Koča (en serbe : Кочина крајина et Kočina krajina), fut une révolte des Serbes contre l'Empire ottoman. Elle a duré de février 1788 au 7 septembre 1791.

## Histoire
Koča Anđelković (1755 - 1788) fut le chef de cette rébellion, encouragée par l'empire d'Autriche alors en guerre contre l'Empire ottoman. Avec Mihailo Mihaljević, le capitaine Koča organisa des révoltes en Serbie. Les villes de Požarevac, Ćuprija, Paraćin, Kladovo et Negotin furent libérées, ce qui permit ainsi aux Habsbourg de conquérir momentanément le pachalik de Belgrade et de le rattacher aux autres territoires de la couronne. La période de la Krajina de Koča dura trois ans, les Autrichiens étant contraints de retraverser la Save et le Danube, accompagnés de milliers de familles serbes craignant des représailles de la part des Ottomans. Le futur chef du Premier soulèvement serbe contre les Turcs, Karađorđe (Karageorges), participa à la révolte et, avec ses troupes, atteignit même la ville de Novi Pazar. La riposte des Ottomans au début de cette révolte fut un des facteurs qui influença le déclenchement de la révolution serbe quinze ans plus tard.

## Enjeux
L'historien serbe Dušan T. Bataković décrit « l'amertume » des Serbes qui se sont sentis abandonnés par les Autrichiens ; il précise : « Ce fut au cours de cette guerre que, pour la dernière fois, les Serbes se sont battus pour défendre les intérêts d'autrui ».